# Abietinaria variabilis
Abietinaria variabilis is een hydroïdpoliep uit de familie Sertulariidae. De poliep komt uit het geslacht Abietinaria. Abietinaria variabilis werd in 1877 voor het eerst wetenschappelijk beschreven door Clark. 